# Offshore-Windpark West of Duddon Sands
West of Duddon Sands ist ein in der Irischen See gelegener Offshore-Windpark, der sich etwa 14 Kilometer südwestlich der Insel Walney vor der Küste von Barrow-in-Furness befindet. Er wurde von der Gesellschaft Morecambe Wind Ltd entwickelt, die ein Joint Venture der Energieunternehmen ScottishPower und Dong Energy ist, die je 50 % der Anteile halten.

## Allgemeines
Der Offshore-Windpark erhielt seinen Namen von einer großen Sandbank, die sich an der Mündung des Flusses Duddon im Norden der Halbinsel Furness befindet. Er liegt südlich der Sandbank und umfasst eine Fläche von rund 67 km². In der Nähe befinden sich drei weitere Windparks: Im Osten liegt der Offshore-Windpark Barrow, im Norden der Offshore-Windpark Ormonde und in unmittelbarer Nähe im Nordwesten der Offshore-Windpark Walney.
Die Baukosten wurden auf rund 1,6 Mrd. Pfund geschätzt, wovon etwa 40 % auf die Kosten für die Windkraftanlagen selbst entfallen. Die Stromerzeugung soll dem durchschnittlichen Verbrauch von 300.000 britischen Haushalten entsprechen.

## Geschichte
Im Jahr 2004 erhielt Morecambe Wind im Rahmen der als Round 2 bezeichneten zweiten Offshore-Ausschreibungen von der Crown Estate die für 50 Jahre gültige Genehmigung, einen Windpark im oben beschriebenen Gebiet zu entwickeln. Das Projekt umfasste die Installation der Windkraftanlagen mitsamt ihren Gründungen, den Bau der Umspannplattform, das Verlegen der Innerparkverkabelung und der Hochspannungskabel sowie den Bau eines Umspannwerkes zur Verknüpfung mit dem von National Grid betriebenen britischen Stromnetz. Die Bauzeit wurde mit zwei Jahren veranschlagt. Insgesamt werden für die mit einer Spannung von 155 kV betriebenen Hochspannungskabel 82 km Seekabel sowie 22 km Kabelstrecke an Land benötigt.
Die Baugenehmigung wurde im April 2006 beantragt und im September 2008 erteilt. Nach Bauantrag sollten zwischen 83 und 139 Windenergieanlagen mit einer Nennleistung von 500 MW gebaut werden, aufgrund von geologischen Aspekten wurde jedoch nur eine Genehmigung für den Bau von 108 Anlagen mit einer Nennleistung von 389 MW erteilt.
Die Bauarbeiten begannen im Jahr 2012, die erste Windkraftanlage wurde im September 2013 installiert. Im Januar 2014 speiste erstmals eine Turbine Strom in das englische Netz ein. Anfang Juni 2014 wurde die letzte der 108 Windkraftanlagen installiert. Die vollständige Inbetriebnahme fand zwei Monate vor Plan statt. Am 30. Oktober 2014 wurde der Windpark durch den britischen Energieminister Edward Davey offiziell eröffnet.

## Technik
Zum Einsatz kommen Windenergieanlagen des Typs Siemens SWT 3.6-120 mit einer Nennleistung von 3,6 MW, einem Rotordurchmesser von 120 Metern sowie einer Nabenhöhe von 90 Metern, die Gesamthöhe der Anlagen bis zur Rotorspitze beträgt folglich 150 Metern. Installiert wurden die Windenergieanlagen bei Wassertiefen zwischen 17 und 24 Metern. Als Gründung wurden Monopiles verwendet. Über Mittelspannungskabel sind die Windenergieanlagen mit der windparkeigenen Umspannplattform verbunden, deren Transformatoren die Wechselspannung von 33 kV auf 155 kV transformieren. Von der Umspannplattform wird die elektrische Energie über zwei Hochspannungs-Seekabel an Land gebracht und über eine weitere Umspannstation ins Verbundnetz eingespeist.